# Monrose
Monrose er en tysk popgruppe på tre medlemmer. Gruppen blev dannet i slutningen af 2006 via den femte udgave af det tyske popstars, som blev sendt i fjernsynet på ProSieben fra august til oktober.

## Medlemmerne
Mandy Grace Capristo (21. marts 1990 i Mannheim i Tyskland) er af tysk-italiensk afstamning og voksede op i Bürstadt. Allerede da hun var ni år gammel begyndte hun at gå til dans. Som 11-årig vandt hun Kiddy Contest hos ORF(Österreichischen Rundfunks.)
Senna Guemmour (28. december 1979 i Frankfurt am Main i Tyskland). Guemmours familie stammer fra Marokko. Som 12-årig mistede hun sin far. Hendes bror, Zakari, er også musikalsk begavet og optræder med bandet Gammour, som Senna også optrådte med inden hun deltog hos popstars. Hun har også sunget sammen med Cool Savas og Dieter-Falk før hun blev medlem i Monrose.
Bahar Kızıl  (5. oktober 1988 i Freiburg i Tyskland). Bahars familie stammer fra Tyrkiet, men Bahar blev født i Tyskland. Som 12-årig startede hun med at gå til ballet. Hendes første musikoplevelser fik hun på gymnasiet hvor hun i alt sang for fire forskellige bands.

## Bandets historie
Efter de hurtige opløsninger af bandene fra 2. til 4. popstars staffel (Bro'Sis, Overground/Preluders, Nu Pagadi) mente producenterne at det var tid til at finde noget mere holdbart igen. For at gentage succesen fra første staffel af med No Angels startede man 5. staffel med mottoet Neue Engel braucht das Land! (Landet har brug for nye engle.) Så derfor var det kun piger der denne gang måtte deltage. Så derfor blev der holdt casting i 5 tyske byer hvor der i alt skulle have deltaget 5.189 piger. Juryen som bestod af Detlef Soost, Nina Hagen og Dieter Falk fik så til opgave at vælge de bedste fra. Det skete i talrige qualifikations runder og til sidst havde de fundet 6 sangerinder som havde chancen til at komme i bandet. I denne finale der blev sendt live den 23. november 2006 valgte juryen og tilskuerne så de tre bedste som derved blev medlemmerne i Monrose.
8 dage efter finalen altså den 1. december 2006 udkom deres debutsingel Shame som blev produceret af pladeselskabet Starwatch Music.